# Кровил ла Вјеј
Кровил ла Вјеј (фр. Crosville-la-Vieille) насеље је и општина у северној Француској у региону Горња Нормандија, у департману Ер која припада префектури Евре.
По подацима из 2011. године у општини је живело 568 становника, а густина насељености је износила 73,39 становника/km². Општина се простире на површини од 7,74 km². Налази се на средњој надморској висини од 160 метара (максималној 157 m, а минималној 137 m).

## Демографија
| 1962. | 1968. | 1975. | 1982. | 1990. | 1999. | 2011. |
| ----- | ----- | ----- | ----- | ----- | ----- | ----- |
| 233   | 240   | 233   | 276   | 427   | 489   | 568   |

График промене броја становника у току последњих година